# Antocha monticola
Antocha monticola är en tvåvingeart som beskrevs av Alexander 1917. Antocha monticola ingår i släktet Antocha och familjen småharkrankar. Inga underarter finns listade i Catalogue of Life.